# Bruno Sanguinetti
Bruno Sanguinetti (Genova, 29 marzo 1909 – Milano, 10 dicembre 1950) è stato un politico italiano, attivista nella lotta clandestina antifascista.

## Biografia
Figlio di Giorgio Sanguinetti, proprietario dell'industria alimentare Arrigoni, studia al Politecnico di Liegi, dove si laurea in Ingegneria elettronica; si era formato politicamente prima in Belgio e poi in Francia, a Parigi, dove frequenta gli antifascisti italiani fuoriusciti politici e si iscrive al Partito Comunista. Rientrato in Italia nel 1936, si iscrive alla facoltà di Fisica dell'Università degli Studi di Roma "La Sapienza", dove consegue una seconda laurea. A Roma fonda il Gruppo Antifascista Romano di cui fecero parte Aldo Natoli, Pietro Amendola, Bruno Zevi, Aldo Sanna e molti altri e con i quali organizza le prime iniziative.
Nel 1940 viene arrestato per attività sovversiva antifascista e un provvedimento di polizia lo confina a Firenze, dove era autorizzato a stare per seguire la fabbrica della sua famiglia, lo stabilimento Arrigoni di Sesto Fiorentino. Attivista e responsabile del Partito Comunista clandestino, riesce a mettere in collegamento operai e studenti del Fronte della Gioventù per l'indipendenza nazionale e per la libertà, un gruppo composto da giovani, insegnanti, studenti universitari e da aderenti e simpatizzanti di varie tendenze politiche; è al centro della lotta per la liberazione di Firenze e dello sciopero generale del marzo del 1944. Nel CTLN (Comitato Toscano di Liberazione Nazionale) fece parte della Commissione Stampa e Radio. Prese parte all'organizzazione dell'uccisione del filosofo Giovanni Gentile.
Amico di Eugenio Montale e Umberto Saba, compagno e poi marito di Teresa Mattei, fu tra i principali finanziatori del PCI del dopoguerra.
Ha avuto cinque figli: Aldo, Lucetta e Paola con la prima moglie, Maria Sanna; Gianfranco e Antonella, con la compagna, Teresa Mattei. La figlia Paola è autrice del libro biografico La storia di Bruno.
Dopo la guerra e la morte di suo padre, con i beni ereditati ricostruì le fabbriche dell'Arrigoni, ridando il posto di lavoro agli operai. Morì d'infarto a Milano, nel dicembre del 1950, al ritorno da un viaggio di lavoro.